# S/S Östa

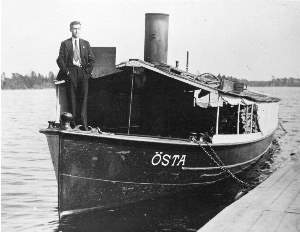
S/S Östa 1920

S/S Östa är ett svenskt koleldat, ångdrivet, timmervarpfartyg.

## Historik
S/S Östa är en av fem kvarvarande koleldade ångbåtar i Stockholms skärgård. Namnet har hon efter byn Östa vid Färnebofjärden.
Hon byggdes 1898 på Gefle Varv som timmervarpfartyg för Nedre Dalelfvens flottningsförening och är systerfartyg till S/S Laxen och S/S Bäsingen. Uppgiften för Östa var att varpa timmer över fjärdarna i nedre delen av Dalälven, vilket hon gjorde fram till 1970.

## Nuvarande drift
S/S Östa har renoverats och försetts med ett däckshus på 1930-talet. Däckshuset har förstorats inför förändring till nuvarande uthyrningstrafik i Stockholms skärgård med restauration och plats för 12 passagerare. 
Den tidigare ångpannan tillverkades av Bergsunds Mekaniska Verkstad i Stockholm och byttes ut 1999. Den tidigare pannan har återanvänts till Ångslipspelet på Gävle Varv.
Fartyget, som är försett med en ångorgel, drivs av Östa Rederi i Åkersberga. S/S Östa är k-märkt av Statens maritima museer.